# Серверная ферма
Серверная ферма (англ. server farm) — группа (ассоциация) серверов, соединённых между собой в единую сеть передачи данных и работающих как единое целое.
Один из видов серверной фермы определяет метакомпьютерная обработка. Во всех случаях рассматриваемая ферма обеспечивает распределённую обработку данных. Она осуществляется в распределённой среде обработки данных.
Серверная ферма является ядром крупного центра обработки данных.